# Lehancea, Bacău
Lehancea este un sat în comuna Podu Turcului din județul Bacău, Moldova, România.